# Andrzej Adamczewski
Andrzej Alfons Adamczewski (ur. 17 września 1941 w Gdyni, zm. 8 sierpnia 1967 w Poznaniu) – polski aktor teatralny.

## Życiorys
Był synem Alfonsa i Agnieszki Adamczewskich. Studiował na Wydziale Aktorskim krakowskiej PWST, którą ukończył w roku 1964. Karierę aktorską rozpoczął w tym samym roku w Teatrze im. Bogusławskiego w Kaliszu, a w roku 1966 przeniósł się do Poznania, gdzie występował w teatrach Polskim i Nowym.
Już w początkach swej krótkiej kariery wyróżniał się jako utalentowany aktor, któremu powierzano duże i odpowiedzialne role. Podkreślano jego umiejętność oddania charakteru roli przy jednoczesnym uwzględnieniu aktualnych okoliczności i współczesnych mu czasów.
Jego dobrze zapowiadające się plany zawodowe przerwała niespodziewana śmierć. Zmarł w 1967 roku, mając niespełna 26 lat.

## Role teatralne
- 1964: Stracone zachody miłości jako Ferdynand, król Nawarry (reż. Halina Gryglaszewska)
- 1964: Pierwszy dzień wolności jako Karol (reż. Jerzy Merunowicz)
- 1964: Król w kraju rozkoszy jako Król (reż. Bogusław Litwiniec)
- 1964: Pastorałka jako Szlachcic; Maścibrzuch (reż. Józef Maśliński)
- 1965: Pamiętnik matki jako Franio (reż. Alina Obidniak)
- 1965: Ktoś nowy jako Karol Kukuła (reż. Jerzy Sopoćko)
- 1965: Pogranicze południk 15 jako Narrator czwarty; Samy (reż. A. Obidniak)
- 1965: Czarowna noc, Zabawa jako Drogi Pan Kolega / Parobek B (reż. Zbigniew Mak)
- 1966: Fizycy jako Uwe Siewers / Policjant (reż. A. Obidniak)
- 1966: Parady (reż. Andrzej Witkowski)
- 1966: Namiestnik jako Eichmann (reż. Marek Okopiński)
- 1966: Wyzwolenie jako Konrad (reż. M. Okopiński)
- 1966: Trojanki jako Żołnierz (reż. Jowita Pieńkiewicz)
- 1967: Kram z piosenkami (reż. J. Pieńkiewicz)
- 1967: Idiota jako Rogożyn (reż. Stanisław Brejdygant)